# Yaya Sow
Pour les articles homonymes, voir Sow.
Yaya Sow, est un homme politique guinéen.
Il est le Ministre des Infrastructures et des Transports au sein du gouvernement dirigé par Mohamed Béavogui du 26 octobre 2021, puis celle de Bernard Goumou du 20 août au 17 novembre 2022.
Le 12 septembre 2024, il est nommé conseiller chargé des questions d'infrastructure et de transport à la présidence de la république de Guinée.

## Biographie

### Carrière
Avant d'être ministre, il est le juge consulaire au tribunal de commerce de la Guinée.
Il accède par décret le 26 octobre 2021 à la fonction de Ministre des Infrastructures et des Transports.
Le 17 novembre 2022, il est limogé en compagnie de 7 collaborateurs en raison de l'ouverture d'une enquête de corruption à son encontre. La Cour de répression des infractions économiques et financières doit ensuite statuer sur son éventuelle culpabilité.
Le 20 janvier 2022, la CRIEF le place sous contrôle avant de lever toutes les charges qui lui ont été reprochées. Le 12 septembre 2024, il est nommé conseiller chargé des questions d'infrastructure et de transport à la présidence de la république de Guinée.